# Alfredo Sirkis
Alfredo Hélio Syrkis (Rio de Janeiro, 8 de dezembro de 1950 — Nova Iguaçu, 10 de julho de 2020) foi  jornalista, escritor e roteirista de TV e cinema, gestor ambiental e urbanístico e político brasileiro, filiado ao Partido Socialista Brasileiro (PSB). Era o Diretor Executivo do think tank Centro Brasil no Clima (CBC). Entre outubro de 2016 e maio de 2019 foi o Coordenador Executivo do Fórum Brasileiro de Mudança do Clima (FBMC), tendo organizado a campanha Ratifica Já! que propiciou a ratificação, pelo Brasil, em tempo recorde, do Acordo de Paris; do processo para a elaboração da Proposta Inicial para Implementação da NDC brasileira e da avaliação Brasil Carbono Neutro 2060. Quando deputado federal (2011-2015) presidiu a Comissão Mista de Mudança do Clima do Congresso Nacional (CMMC) e foi um dos vice-presidentes da Comissão de Relações Exteriores e Defesa Nacional da Câmara dos Deputados. Decidiu não se candidatar à reeleição, em 2014.
Foi vereador em quatro mandatos, secretário municipal de urbanismo e presidente do Instituto Municipal de Urbanismo Pereira Passos (IPP), entre 2001 e 2006 e secretário municipal de meio ambiente, entre 1993 e 1996, na cidade do Rio de Janeiro. Membro da delegação brasileira às conferências do Clima de Montreal, Bali, Copenhagen, Durban, Varsóvia, Lima, Paris, Marrakech e Bonn. Integrou as comissões executivas do ICLEI (International Council for Local Environmental Initiatives) e do Metrópolis. Foi um dos fundadores do Partido Verde e um dos expoentes da ideologia verde no Brasil.
Autor de nove livros listados abaixo, do quais o mais conhecido é Os Carbonários (1980), Prêmio Jabuti de 1981, ele iniciou seu trabalho como jornalista, em Paris, em 1973, no recém fundado jornal Liberation, dirigido por Jean Paul Sartre, foi seu correspondente freelancer em Santiago (1973, durante o golpe de estado) e Buenos Aires(1974). Em Portugal colaborou com os semanários Expresso e Gazeta da Semana e os diários República, Diário Popular, Diário de Lisboa, foi redator do Jornal Novo, editor internacional de Página Um e redator chefe da edição em português de Cadernos do Terceiro Mundo. Nessa época também colaborou com Le Monde diplomatique. Nesse período utilizava o pseudônimo "Marcelo Dias". Nos anos 70 passou oito anos e meio no exílio na França, Chile, Argentina e Portugal. Foi líder estudantil secundarista, em 1967 e 1968. Entre 1969 e 1971 participou da resistência armada contra a ditadura militar brasileira (1964–1985) (os Anos de Chumbo), participando de operações armadas, inclusive dois sequestros de diplomatas que levaram à libertação de presos políticos.
Na imprensa brasileira trabalhou como repórter das revistas Veja (1982) e Istoé (1983) e colaborou com os semanários Pasquim, Playboy, Jornal de Domingo e Shalom. Elaborou diversos roteiros para a série Teletema da TV Globo (1986-7) como Maria Testemunha, Estrela do Mar, O russo desaparecido e a Mulata Esmeralda, O grande prêmio e A árvore mágica.  Foi colaborador dos jornais O Globo, Folha de S. Paulo, O Estado de S. Paulo, Valor Econômico e Correio Brasiliense.

## Biografia

### Movimento estudantil e resistência contra a ditadura
Descendente de judeus poloneses, iniciou as atividades políticas no movimento estudantil em 1967 no grêmio do Colégio de Aplicação da Universidade Federal do Rio de Janeiro. Tornou-se coordenador do Grêmio Livre do Aplicação e fez parte da diretoria da Associação Municipal de Estudantes Secundaristas do Rio de Janeiro. Participou ativamente das manifestações de 1968 contra a ditadura militar no Brasil, incluindo a famosa Passeata dos Cem Mil. Reagindo ao aumento da oposição civil, principalmente entre a classe média e intelectual, a ditadura militar no Brasil promulgou o Ato Institucional Número Cinco no final de 1968 e passou a reprimir as manifestações políticas de forma cada vez mais violenta, com cassações de políticos, aposentadoria compulsória de professores universitários e de juízes, prisões arbitrárias e tortura de presos políticos.
No ano seguinte, Sirkis, assim como vários outros jovens com ideais políticos de esquerda, passou a participar diretamente da resistência armada contra a ditadura. Ingressou na Vanguarda Popular Revolucionária, que teve como líder mais conhecido o ex-capitão do exército e guerrilheiro Carlos Lamarca e passou a viver clandestinamente, usando, principalmente, o codinome Felipe. As ações do grupo guerrilheiro incluíram desde assaltos a bancos e lojas comerciais para angariar fundos até ataques a instalações militares para obter armas, porém destacaram-se os sequestros de diplomatas estrangeiros para conseguir a libertação de companheiros presos e torturados.
Enquanto o país acompanhava atentamente a Copa do Mundo de futebol em junho de 1970, o grupo sequestrou o embaixador da Alemanha Ocidental, Ehrenfried von Holleben. Durante a ação, foi morto um dos guardas-costas do embaixador. Alfredo Sirkis participou do levantamento da rotina do embaixador, do planejamento da operação e do transbordo do sequestrado para um segundo carro que o levou ao cativeiro. Como sabia falar bem inglês, tornou-se o intérprete do embaixador enquanto este ficou no cativeiro. O embaixador alemão foi libertado depois de cinco dias de sequestro em troca da libertação de quarenta presos políticos, entre os quais Carlos Minc e Fernando Gabeira, que foram enviados para o exílio na Argélia.
Alguns meses depois, em dezembro de 1970, o grupo sequestrou o embaixador suíço Giovanni Enrico Bucher. Para obter veículos a serem usados no sequestro, Sirkis e outros militantes assaltaram um estacionamento, obtendo três carros. Um agente da Polícia Federal, que servia como segurança do embaixador, foi morto durante o sequestro. Alfredo Sirkis não participou diretamente dessa parte da operação, mas atuou como motorista de um dos carros roubados que buscaram os militantes depois da execução do sequestro e foi um dos que vigiaram o embaixador suíço durante o cativeiro.
O preço pedido pela libertação do embaixador suíço foi a libertação de setenta presos políticos, a divulgação de um manifesto através dos meios de comunicação e o transporte gratuito durante um dia de passageiros nos trens da região metropolitana do Rio de Janeiro. O governo militar brasileiro ficou dividido entre os que queriam atender às exigências dos sequestradores e os achavam que a morte do diplomata estrangeiro poderia justificar uma repressão ainda mais violenta. As negociações demoraram; o governo fingiu não receber as exigências dos sequestradores e patrulhas policiais passaram a revistar aleatoriamente veículos e transeuntes por todo o Rio de Janeiro. Os sequestradores ficaram cada vez mais tensos. Finalmente, o governo respondeu a um dos pedidos de negociação, aceitando apenas a libertação de presos políticos, mas excluindo aqueles a quem atribuía crimes graves.
Com esta recusa, os guerrilheiros decidiram, por votação, que o embaixador suíço sequestrado deveria ser executado; apenas Sirkis e José Roberto Gonçalves de Rezende votaram contra. No final,o guerrilheiro Carlos Lamarca, como líder e aplicando as regras do estatuto do grupo, decidiu contra a maioria e aceitou a lista de setenta guerrilheiros proposta pelos militares brasileiros. Os setenta foram libertados e enviados para o Chile. Sirkis foi um dos encarregados de levar, de carro, o embaixador suíço até o local onde seria libertado. Nos quarenta dias em que foi mantido em cativeiro, o embaixador Bucher viu o rosto de todos e manteve longas conversas com alguns dos seus sequestradores; apesar disto, nunca deu qualquer informação às autoridades policiais que pudesse ser utilizada para identificá-los.
Alfredo Sirkis relatou esta fase de sua vida no livro autobiográfico Os carbonários. A minissérie brasileira de televisão Anos Rebeldes, exibida pela Rede Globo em 1992, foi inspirada, em parte, nessa obra. A respeito de um dos personagens da minissérie, Sirkis comentou: O João Alfredo sou eu mesmo, não tenho dúvidas.

### Exílio
Sirkis, em 1971, resolveu abandonar a Vanguarda Popular Revolucionária e seguir para o exílio, recebendo, para isso, a autorização e o apoio do seu líder Carlos Lamarca.
Em 1973, tornou-se correspondente do jornal francês Libération e foi para o Chile enviar notícias sobre o governo do socialista Salvador Allende. Estava em Santiago quando ocorreu o golpe militar de 1973; para evitar a prisão, ou mesmo a morte, teve que fugir para Buenos Aires
.
Passou um ano em Buenos Aires como correspondente do jornal Libération. Em 1975, passou a morar em Lisboa, onde foi redator-chefe da edição portuguesa da revista Cadernos do Terceiro Mundo, editor internacional do jornal Página Um e colaborador do jornal francês Le Monde Diplomatique. Em 1977, lançou o livro A guerra da Argentina, um ensaio sobre a história argentina de 1945 a 1976.
Voltou ao Brasil somente em 1979, com a promulgação da Lei Número 6 683, a Lei da Anistia, que perdoou os que haviam cometido crimes políticos ou crimes na repressão durante a ditadura militar.

### Militância política
Ao voltar do exílio, dedicou-se à carreira de escritor. Lançou, em 1980, o livro de memórias Os carbonários, que se tornou um best-seller. e ganhou o Prêmio Jabuti de 1981. No ano seguinte, lançou mais um livro de memórias, desta vez abordando seus dois primeiros anos no exílio: Roleta chilena. Em 1983, lançou Corredor polonês, romance baseado na trajetória de seus pais poloneses. Em 1985, fez uma incursão no gênero da ficção científica com Silicone XXI, onde descreve uma Rio de Janeiro futurista.
Abandonando a ideologia marxista de seus tempos de guerrilheiro, Sirkis não entrou para os tradicionais partidos de esquerda e tornou-se um dos expoentes da ideologia verde no Brasil. Em 1986, foi um dos fundadores do Partido Verde brasileiro, seu primeiro secretário-geral e presidente nacional entre 1991 e 1999.
Elegeu-se vereador do município do Rio de Janeiro em 1988, sendo o mais votado, com 43 000 votos.
Em 1989, obteve a aprovação do tombamento do Bosque da Freguesia, em Jacarepaguá e a Lei de Sinalização Ecológica.
Em 1990, obteve a aprovação para a criação da Área de Proteção Ambiental da Prainha, impedindo a construção de doze edifícios no local. Elaborou o capítulo de meio ambiente da Lei Orgânica do Município do Rio de Janeiro.
Em 1991, liderou a luta em defesa da Lagoa de Marapendi, ameaçada por um projetos imobiliários; elaborou o capítulo de meio ambiente do Plano Diretor Decenal e obteve o compromisso do prefeito Marcello Alencar para a construção das ciclovias da orla marítima.
Em 1992, obteve a aprovação da Lei de Incentivos Fiscais para projetos eco-culturais (desde então, chamada Lei Sirkis), que viabilizou o Fórum Global 92 durante a Conferência das Nações Unidas Sobre o Meio Ambiente e o Desenvolvimento; criou a Área de Proteção Ambiental das Brisas, na Zona Oeste da cidade do Rio de Janeiro e presidiu a Comissão Parlamentar de Inquérito de atividades irregulares de segurança. Foi reeleito vereador, embora tenha se afastado para ser o primeiro secretário municipal de meio ambiente do Rio de Janeiro de 1993 a abril de 1996.
Em 1993, foi convidado pelo prefeito César Maia para criar a secretaria de meio ambiente da cidade, assumindo o cargo de secretário extraordinário. A lei de criação da Secretaria Municipal de Meio Ambiente encontrou forte resistência na Câmara de Vereadores, sendo rejeitada duas vezes antes de ser aprovada em 1994.
Em 1994, desenvolveu mutirões de reflorestamento, iniciou o projeto das Ciclovias Cariocas e criou o Conselho das Águas da Baixada de Jacarepaguá.
Em 1995, começou a construção das ciclovias; realizou obras de recuperação da rede da Companhia Estadual de Águas e Esgotos do Rio de Janeiro no entorno da Lagoa Rodrigo de Freitas; iniciou o saneamento do Recreio dos Bandeirantes; implantou o Parque do Bosque da Freguesia e o Parque Marcelo de Ipanema; iniciou a dragagem da Lagoa do Camorim e ampliou o mutirão de reflorestamento em 47 favelas.
Deixou o cargo de secretário municipal em abril de 1996 com uma aprovação de 87%, segundo pesquisa do IBOPE. Lançou a coletânea Verde Carioca. Concorreu novamente à Câmara de Vereadores. Perdeu as eleições por insuficiência de votos da coligação, mas obteve uma votação pessoal maior do que a grande maioria dos vereadores eleitos e ficou como primeiro-suplente do Partido Verde.
Em 1997, assumiu a secretaria executiva da Fundação Ondazul e seu processo de reorganização. Elaborou o projeto do Parque Ecoturístico do Cânion do São Francisco, na Bahia.
Foi candidato à presidência da república pelo Partido Verde em 1998, com o objetivo de divulgar as propostas do partido.
Ao deixar a presidência nacional do partido em 1999, assumiu a vice-presidência executiva da Fundação Ondazul. Tendo sido votado o primeiro-suplente de vereador do Rio de Janeiro pelo Partido Verde nas eleições municipais de 1996, Alfredo Sirkis conseguiu assumir o mandato em 1999. Cuidou da aprovação das áreas de proteção ambiental da Capoeira Grande e do Morro do Silvério, na Zona Oeste da cidade do Rio de Janeiro. Lançou Ecologia urbana e poder local, um ensaio sobre gestão ecológica.[carece de fontes?]
Em 2000, conseguiu a criação dos projetos Reciclagem e Cultura e Manguezais da Baía da Guanabara. No mesmo ano, foi candidato a prefeito do Rio de Janeiro. Não conseguiu ser eleito, mas sua votação expressiva fez com que o prefeito eleito César Maia o escolhesse para ser secretário municipal de urbanismo e presidente do Instituto Pereira Passos.
Em 2001, lançou o Programa de Revitalização da Área Portuária e os concursos para o novo Circo Voador e o novo Centro de Convenções; apresentou o Congresso da unificação IULA-FMCU no RioCentro e foi eleito secretário do Metrópolis para América do Sul e Caribe.[carece de fontes?]
Em 2002, iniciou a elaboração de treze projetos para a área portuária; obteve a aquisição do Pátio da Estação Marítima para a construção da Vila Olímpica da Gamboa e da Cidade do Samba; iniciou a elaboração do projeto de ciclovia Bangu-Campo Grande e das novas ciclo-faixas da Zona Sul; negociou as Áreas de Proteção ao Ambiente Cultural do Jardim Botânico, Botafogo e a ampliação da Área de Proteção Ambiental da Lagoa. Em 2003, criou, na Secretaria Municipal de Urbanismo, a Gerência de Operações Especiais e a Coordenadoria de Regularização Urbanística que dinamizaram, em 61 favelas, o trabalho dos Postos de Orientação Urbanística e Social e coordenou a operação Recreio em Ordem que derrubou quatro prédios erguidos sem licença.[carece de fontes?]
Em 2004, concluiu com sucesso as negociações para a desapropriação do Cassino da Urca para abrigar o Museu do Rio, com um projeto de restauração do prédio original e lançou a rede Autonomia Carioca, que defende a desfusão e a recuperação, pela cidade do Rio de Janeiro, de sua condição de estado brasileiro. Apoiou a reeleição de César Maia em 2004 e continuou como secretário municipal no exercício de governo seguinte.[carece de fontes?]
Em 2005, reassumiu a presidência do Partido Verde no estado do Rio de Janeiro. No ano de 2006, por divergências políticas com o prefeito César Maia, exonerou-se do cargo de secretário municipal de urbanismo e passou para a oposição. Concorreu ao Senado Federal do Brasil pelo Partido Verde, obtendo o terceiro lugar, com 500 000 votos, correspondentes a sete por cento dos votos no estado.[carece de fontes?]
Em 2007, coordenou nacionalmente a campanha Brasil no Clima. No ano seguinte, candidatou-se novamente a vereador da cidade do Rio de Janeiro, sendo eleito como o quarto mais votado.[carece de fontes?]
Nas eleições de 2010, coordenou a pré-candidatura de Marina Silva à presidência da república e foi eleito deputado federal pelo estado do Rio de Janeiro com 73.185 votos (0,91% dos votos válidos), o 26º mais votado.[carece de fontes?]
Em 2011, lançou o livro O efeito Marina, sobre a campanha presidencial de Marina no ano anterior. Entrou em conflito com o grupo dominante do PV que provocou a saída de Marina Silva do partido ao negar-se a promover um processo democrático de convenção. Sirkis permaneceu no partido em situação de isolamento.[carece de fontes?]
Em 2012, participa da mobilização de resistência na Câmara e nas ruas contra o enfraquecimento do Código Florestal brasileiro e organiza como evento paralelo à Conferência Rio + 20 o Rio/Clima - The Rio Climate Challenge com a participação de lideranças ambientais e climáticas de 14 países.[carece de fontes?]
Em 2013, foi um dos articuladores da Rede Sustentabilidade, porém quando o TSE negou o registro do partido Sirkis acompanha Marina Silva e filia-se ao PSB.
Em 2014, assumiu a presidência da Comissão Mista de Mudanças Climáticas do Congresso Nacional. Ao se aproximar o processo eleitoral, em protesto pela coligação do PSB com o PT, no Rio de Janeiro, abre mão de sua candidatura à reeleição para deputado federal e afirma: "depois de ter feito oposição, ainda que moderada, ao governo durante quatro anos, no Congresso, não posso agora aparecer como candidato em uma coligação com o PT". Também se afasta discretamente da Rede Sustentabilidade.[carece de fontes?]
Em 2015, voltou ao terceiro setor, dedica-se a cursos de formação de gestores de governança local e a criação do "think tank" Centro Brasil no Clima (CBC). No ano de 2016, assumiu o encargo não-remunerado de secretário executivo do Fórum Brasileiro de Mudanças Climáticas que é presidido pelos presidentes da República e constituído de Ministros outros membros do poder público e representantes da sociedade civil no setor acadêmico, empresarial e terceiro setor.[carece de fontes?]

## Morte
Morreu em Nova Iguaçu, Rio de Janeiro, no dia 10 de julho de 2020, aos 69 anos, em decorrência de um acidente de trânsito ocorrido na rodovia do Arco Metropolitano, por volta das 14:20hrs; seu carro saiu da pista, colidiu em um poste e capotou; Sirkis faleceu no local.
Sirkis estava a caminho de um sítio nos arredores de Sacra Família do Tinguá e Morro Azul, distritos do município de Paulo de Frontin, para visitar a mãe, Liliana, de 96 anos, em isolamento social por causa da pandemia Covid-19, ele era filho único, muito ligado a ela e costumava fazer o trajeto com frequência. Também iria rever o filho Guilherme, que terminara mestrado recentemente nos Estados Unidos e está com a avó.

## Homenagens
Em 2020, cerca de uma semana após seu falecimento, foi criado o projeto de Lei Nº 2872/2020, de autoria de deputados estaduais fluminenses com o intuito de dar ao Arco Metropolitano do Estado do Rio de Janeiro o nome de “Arco Metropolitano Alfredo Sirkis”. Todavia, tal iniciativa, esbarra no obstáculo de que a estrada popularmente conhecida como "Arco Metropolitano" já tem a denominação oficial de Rodovia Raphael de Almeida Magalhães, em homenagem ao político e advogado  Almeida Magalhães.
Na cidade do Rio de Janeiro, em memória de Alfredo Sirkis, foram criados em dezembro de 2020 o Bosque da Amizade e o Mirante Ana e Alfredo, no Parque Natural Penhasco Dois Irmãos, no bairro do Leblon. Sirkis, quando secretário municipal de Meio Ambiente, reflorestou a área; além de idealizar e inaugurar o parque onde foi feita a homenagem. Durante a cerimônia, as cinzas do ambientalista foram depositadas no parque pelos filhos Guilherme e Anna Sirkis e pela viúva, Ana Borelli, no berço onde foi plantada uma muda de jequitibá rosa. Oficialmente o parque tem a denominação de Parque Natural Municipal Dois Irmãos - Dois Cariocas - Sérgio Bernardes e Alfredo Sirkis.
Alfredo Sirkis foi homenageado na cidade de Niterói em 2021. Por seu trabalho em favor do meio ambiente o Parque da Orla de Piratininga, planejado para proteger e recuperar os ecossistemas da Lagoa de Piratininga e o seu entorno, passou a se chamar Parque Orla de Piratininga Alfredo Sirkis. O projeto, que faz parte do Programa Região Oceânica Sustentável (PRO-Sustentável), foi financiado pelo Banco de Desenvolvimento da América Latina, num investimento de aproximadamente R$ 47 milhões. O Parque Alfredo Sirkis tem a assinatura do prefeito da cidade Axel Grael, que é engenheiro florestal. e contou com o apoio da SECLIMA liderada por Luciano Paez durante sua execução.

## Obras
- A guerra da Argentina (1977) (edição revista 1982)
- Os carbonários (1980) (14a edição revista, em 1998, edição de bolso, em 2002)
- Roleta chilena (1981)
- Corredor polonês (1983)
- Silicone XXI (1985)
- Verde carioca (1996)
- Ecologia urbana e poder local (1999) (edição revista 2009)
- O efeito Marina (2011)[25][26]
- Megalópolis (2012)
- Descarbonário (2020)